# Maahera
Maahera is een van de onbewoonde eilanden van het Seenu-atol behorende tot de Maldiven.